# 普拉托塞西亚
普拉托塞西亚（義大利語：Prato Sesia），是意大利诺瓦拉省的一个市镇。总面积12平方公里，人口2019人，人口密度168.3人/平方公里（2009年）。ISTAT代码为003122。